# Centronorte de México
El Centronorte de México fue una de las ocho regiones en las que se dividía el país. Estaba conformada por Aguascalientes, Guanajuato, Querétaro y Zacatecas. Su ciudad más poblada era León (Guanajuato). 
Limitaba con las regiones de noreste (con la que forma la 2a circunscripción electoral), noroeste, occidente, centrosur y occidente.  
Actualmente su territorio pertenece a las regiones vecinas, San Luis Potosí y Zacatecas, se integraron al Noreste, Aguascalientes y Guanajuato se integraron al Occidente y Querétaro se integró al Centrosur.
Con 123 188 km² es junto con el centrosur una de las regiones que carecen de litoral, es decir, salida al mar. El Bajío se ubica en su mayoría dentro de esta región, siendo Aguascalientes y Querétaro los dos estados más desarrollados de la región. 
También es conocido como el «granero de México» debido a la intensa actividad agroalimentaria realizada en la zona.[cita requerida]

## Estados
| Aguascalientes            | Guanajuato            | Zacatecas            | Querétaro            |
| Bandera de Aguascalientes | Bandera de Guanajuato | Bandera de Zacatecas | Bandera de Querétaro |

## Sitios de interés

### León, Guanajuato
Es una ciudad del centro de la República Mexicana, situada en el estado de Guanajuato entre las regiones del Bajío guanajuatense y los Altos de Jalisco. Limita al norte con los municipios de San Felipe (Guanajuato), y Lagos de Moreno (Jalisco), al sur con San Francisco del Rincón y Romita, al este con Guanajuato capital y Silao, y al oeste con Purísima del Rincón (Guanajuato) y la Unión de San Antonio (Jalisco). Es conocida como la "capital del calzado" por sus fábricas de calzado, tenerías, artesanías de piel, talabartería y marroquinería de pieles finas. La primera presencia española armada en el territorio de la futura alcaldía mayor de León data del 2 de febrero de 1530, en que Nuño de Guzmán y sus aliados tarascos vadearon el Lerma por Conguripo, llamándolo río "de Nuestra Señora". Su colonización agrícola y ganadera se inició a partir del año 1546, con estancias concedidas por el gobernador de Nueva Galicia, Vázquez de Coronado, a los españoles Rodrigo de Vázquez y Juan de Jasso. Los chichimecas, al verse invadidos, mantuvieron un estado de guerra contra los españoles. Estos, ante la situación, solicitaron a las autoridades virreinales la fundación de un poblado mayor para tener una mejor protección.

### Aguascalientes, Aguascalientes
Aguascalientes es una ciudad dinámica y próspera. Es reconocida por sus textiles y por su Feria de San Marcos, como también en el ámbito de la fiesta brava. La ciudad y 

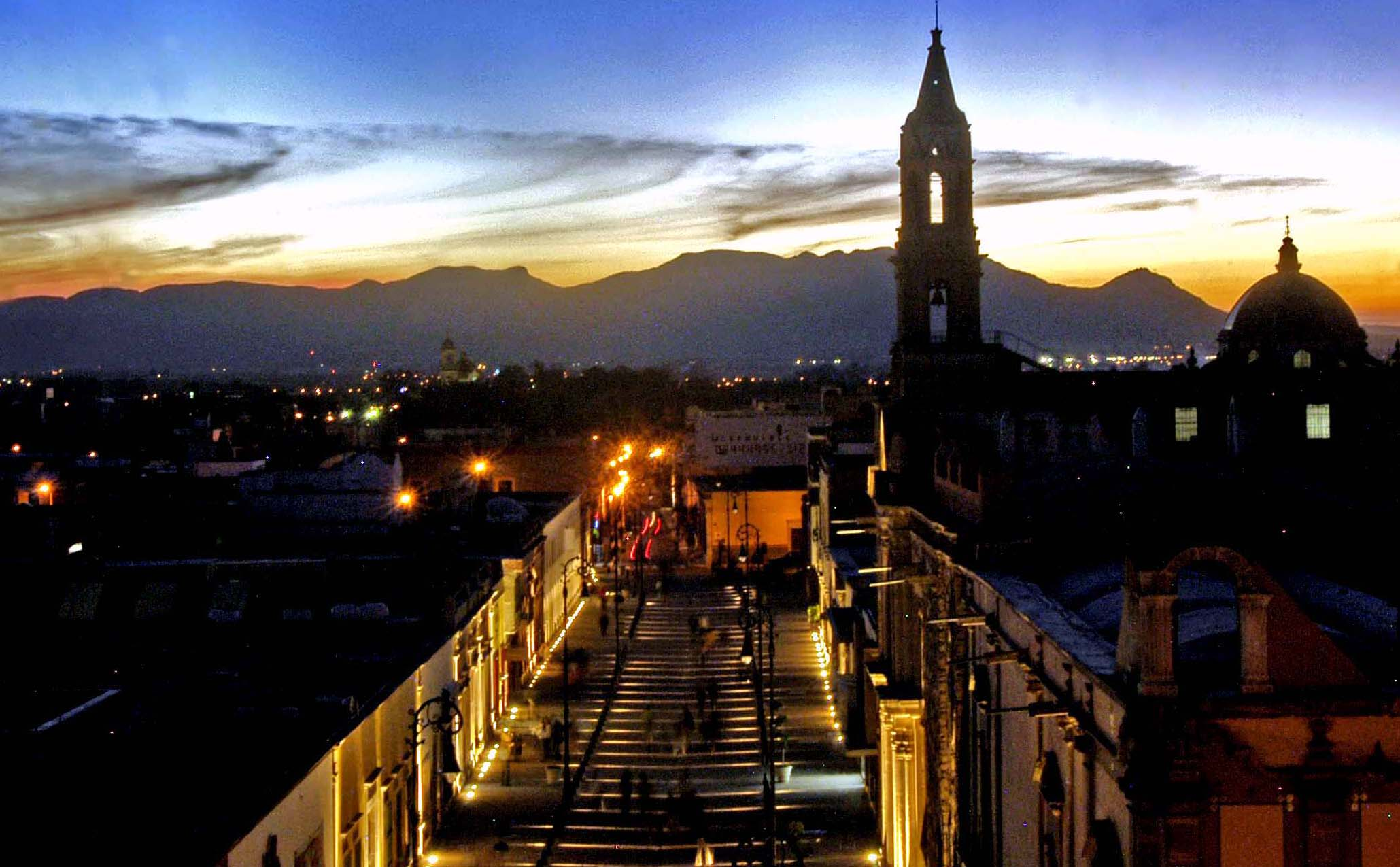
Vista Nocturna

Estado de Aguascalientes deben su nombre a la existencia de aguas termales que en siglos anteriores brotaban de forma natural y que en la actualidad debido al consumo humano apenas existen. La existencia de aguas termales dio origen a baños para uso general de la población como lo son Antiguos Baños de Ojo Caliente y Los Arquitos. El agua caliente del Eje Neovolcánico o de la parte norte del estado de Michoacán, ambas no son aceptadas por completo porque Aguascalientes se encuentra a mayor altitud sobre el nivel del mar que los estados del sur del Bajío. Desde finales del siglo XX el agua es bombeada desde depósitos a más de 400 metros de profundidad, sin embargo conserva su temperatura característica, está tan caliente en algunas zonas que la concesionaria local de agua necesita depositarla en inmensos tanques para que se enfríe, pues sus altas temperaturas maltratarían las tuberías y la harían peligrosa para los usuarios. Otra característica del agua en la región es su carga de minerales, la cual contiene cantidades relativamente altas de sales y flúor y cada 15 de agosto se le celebra a la virgen de la asunción de las Aguascalientes.

### Santiago de Querétaro, Querétaro

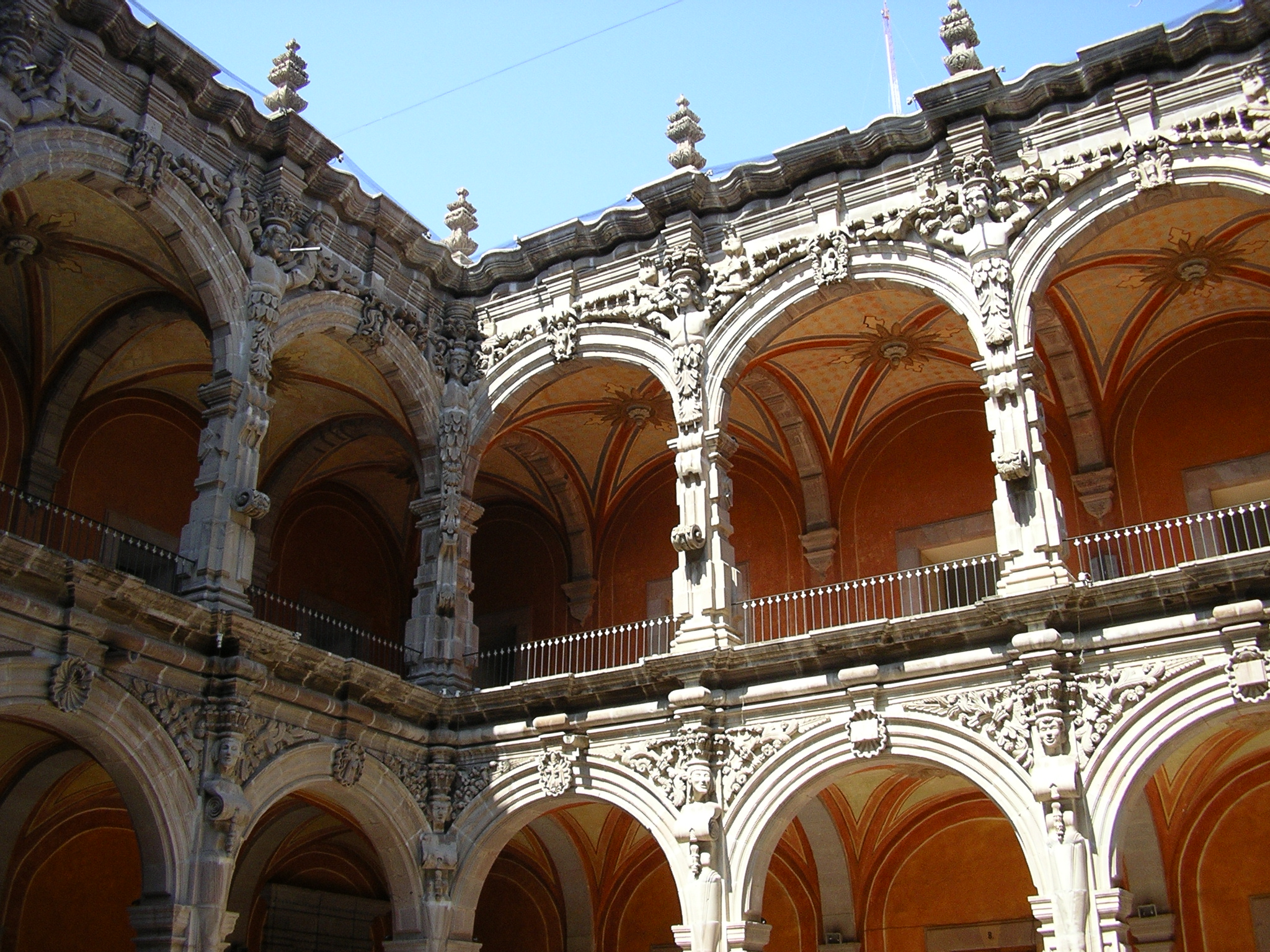
Ex-Convento San Agustín, Querétaro.

Esta capital fue fundada el 25 de julio de 1531, en la loma de Sangremal. Su gentilicio es queretano. El nombre virreinal original fue "Santiago de Querétaro" en honor al batallador patrono de España: el apóstol Santiago y al nombre otorgado por los chichimecas: Querendaro o Cretaro, cuyo significado es lugar entre peñas. Después de la Independencia de México quedó solamente como "Querétaro" o "Ciudad de Querétaro". Sin embargo, después de su nombramiento en 1996 como Patrimonio de la Humanidad, se retomó el nombre original de "Santiago de Querétaro". La tradición menciona el 25 de julio (festividad de Santiago el Mayor) como la fecha de la fundación de Querétaro, con la llegada de los españoles Hernán Pérez de Bocanegra y Córdoba quien se alía con el indígena otomí Conín, cacique de Jilotepec, para fundar el pueblo de Querétaro. Se cuenta que sobre la loma llamada Sangremal, se libró una batalla entre naturales y españoles a brazo partido (sin armas), previamente pactada entre el cacique Conin y el español Pérez de Bocanegra con quien tuvo arreglos desde 1529; a media batalla apareció en el cielo una cruz refulgente de color blanco y rojo, como de cuatro varas de larga y a su lado el apóstol Santiago, jinete en su blanco corcel, para favorecer en la batalla a los cristianos.
Actualmente, Santiago de Querétaro está considerada como una de las ciudades con mayor calidad de vida en América Latina, y una de las mejores para vivir en México. Su gran desarrollo económico en los últimos 20 años ha propiciado la inversión de empresas tanto mexicanas como extranjeras, lo que la ha convertido recientemente en una ciudad con un ambiente multicultural y cosmopolita, y un gran polo de atracción para profesionistas jóvenes de varias partes del país.

### Zacatecas, Zacatecas
Es la capital del estado de Zacatecas en México fundada el 9 de septiembre de 1546, originalmente fue nombrada Minas de los Zacatecas. Su riqueza mineral dio fuertes ingresos a la Corona Española, lo que hizo posible que recibiera el título de Muy Noble y Leal Ciudad de Nuestra Señora de los Zacatecas. Es sede episcopal católica de la Diócesis de Zacatecas y con la vecina ciudad de Guadalupe forma una zona metropolitana, la más poblada del estado. El área se encontraba poblada por indígenas zacatecos desde siglos antes de la llegada de los españoles. En el siglo XVI tras la llegada de los conquistadores se descubrieron los ricos yacimientos de plata que llevaron al asentamiento definitivo; su fundación se asume que ocurrió el 8 de septiembre de 1546. Juan de Tolosa encabezaba a los pioneros europeos entre quienes además figuraban Baltasar Temiño de Bañuelos, Cristóbal de Oñate y Diego de Ibarra. Sin embargo suele considerarse que el hecho ocurrió en 1548. La riqueza de las minas impulsó un rápido crecimiento sin seguir los cánones urbanos renacentistas en buena medida por la complicada topografía local; En 1585 recibió el título de "Muy Noble y Leal Ciudad de Nuestra Señora de Zacatecas" por parte del Rey de España Felipe II, mismo que en 1588 le dotó de su escudo de armas.

## Población
| Municipios con mayor población | Municipios con mayor población | Municipios con mayor población | Municipios con mayor población |
| N.º                            | Municipio                      | Población                      | Estado                         |
| ------------------------------ | ------------------------------ | ------------------------------ | ------------------------------ |
| 1.                             | León                           | 1 578 626                      | Guanajuato                     |
| 2.                             | Querétaro                      | 878 931                        | Querétaro                      |
| 3.                             | Aguascalientes                 | 877 190                        | Aguascalientes                 |
| 4.                             | Irapuato                       | 574 344                        | Guanajuato                     |
| 5.                             | Celaya                         | 494 309                        | Guanajuato                     |
| 6.                             | Salamanca                      | 273 271                        | Guanajuato                     |
| 7.                             | San Juan del Río               | 268 408                        | Querétaro                      |
| 8.                             | Fresnillo                      | 230 865                        | Zacatecas                      |

| Zonas metropolitanas con mayor población | Zonas metropolitanas con mayor población | Zonas metropolitanas con mayor población | Zonas metropolitanas con mayor población | Zonas metropolitanas con mayor población             | Zonas metropolitanas con mayor población |
| N.º                                      | Zona metropolitana                       | Población 2010                           | Proyección 2020                          | Municipios que abarca                                | Estado                                   |
| ---------------------------------------- | ---------------------------------------- | ---------------------------------------- | ---------------------------------------- | ---------------------------------------------------- | ---------------------------------------- |
| 1.                                       | León                                     | 1 609 504                                | 1 949 829                                | León Silao                                           | Guanajuato                               |
| 2.                                       | Querétaro                                | 1 097 025                                | 1 377 569                                | Querétaro Corregidora El Marqués Huimilpan           | Querétaro                                |
| 3.                                       | Aguascalientes                           | 932 369                                  | 1 137 156                                | Aguascalientes Jesús María San Francisco de los Romo | Aguascalientes                           |
| 4.                                       | Celaya                                   | 602 045                                  | 707 549                                  | Celaya Comonfort Villagran                           | Guanajuato                               |
| 5.                                       | Zacatecas                                | 309 611                                  | 376 600                                  | Zacatecas Guadalupe Morelos                          | Zacatecas                                |
| 6.                                       | San Francisco del Rincón                 | 182 365                                  | 219 713                                  | San Francisco del Rincón Purísima del Rincón         | Guanajuato                               |
| 7.                                       | Moroleón-Uriangato                       | 108 669                                  | 117 275                                  | Moroleón Uriangato                                   | Guanajuato                               |

## Ciudades principales
| Ciudades principales de Aguascalientes |             |
|                                        |             |
| Aguascalientes                         | Jesús María |

| Ciudades principales de Guanajuato |      |          |        |                       |
|                                    |      |          |        |                       |
| Guanajuato                         | León | Irapuato | Celaya | San Miguel de Allende |

| Ciudades principales de Querétaro |                  |
|                                   |                  |
| Santiago de Querétaro             | San Juan del Río |

| Ciudades principales de Zacatecas |           |
|                                   |           |
| Zacatecas                         | Fresnillo |